# Elvira Lind
Elvira Lind (* 28. Oktober 1981 in Kopenhagen) ist eine dänische Filmregisseurin und Drehbuchautorin.

## Leben
Elvira Lind studierte an der Cityvarsity School of Media and Creative Arts in Kapstadt Dokumentarfilm. Nach ihrem Abschluss 2006 arbeitete sie als Dokumentarfilmerin für das Web, Fernsehen und Kino.
2014 erschien ihr Dokumentarfilm Songs for Alexis. Er handelt von der Liebe zweier Teenager, wobei einer davon transgender ist, was die Eltern von Alexis nicht verstehen und akzeptieren wollen. Der Film hatte seine Premiere auf dem Hot Docs Festival in Toronto. Mit dem Film gewann sie den Reel Talent Award des CPH:DOX.
Es folgte 2017 Bobbi Jene, eine Dokumentation über eine Tänzerin aus Tel Aviv, die in den Vereinigten Staaten versucht Fuß zu fassen.  Der Film gewann alle drei Awards in den Dokumentarfilm-Kategorien des Tribeca Film Festival, auf dem er Premiere hatte. 2017 drehte sie außerdem die Webserie Twiz and Tuck's Bucket List, ein Spin-off zu Twiz and Tuck von Viceland.
Im November 2020 erschien ihr erster fiktionaler Film Der Briefwechsel. Der Kurzfilm hatte auf dem  HollyShorts Film Festival Premiere. Für den Film erhielt Lind bei der Oscarverleihung 2021 eine Nominierung in der Kategorie Bester Kurzfilm.

## Privatleben
Seit 2017 ist sie mit dem Schauspieler Oscar Isaac verheiratet. Das Paar hat zwei Söhne und lebt in Williamsburg, Brooklyn.

## Filmografie
- 2006: Passion for Paws (Abschlussarbeit)
- 2014: Songs for Alexis (Dokumentarfilm)
- 2014: Trentemøller: Gravity (Kurzdokumentarfilm)
- 2017: Bobby Jene (Dokumentarfilm)
- 2017: Twiz & Tuck's Bucket List (Webserie)
- 2020: Der Briefwechsel (The Letter Room, Kurzfilm)